# Mahinda Rajapaksa

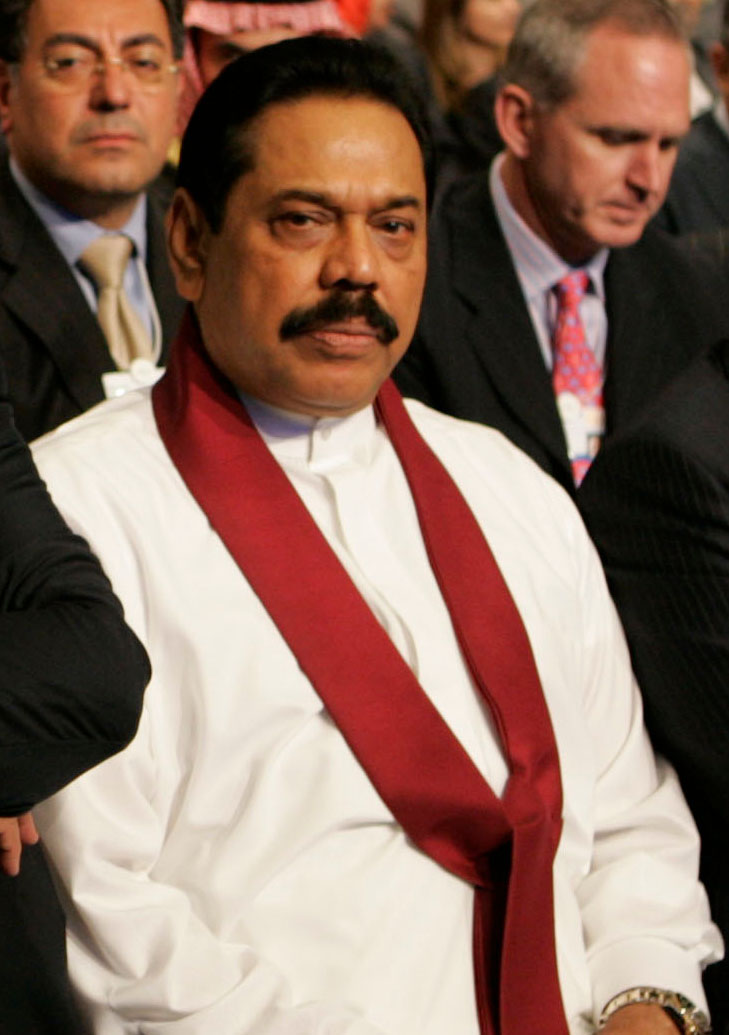
Mahinda Rajapaksa 2010.

Mahinda Rajapaksa, född 18 november 1945 i Madamulana nära Hambantota, Southern Province, är en lankesisk politiker som är Sri Lankas premiärminister sedan november 2019. Han var även landets premiärminister från 6 april 2004 till 19 november 2005 och innehade posten som president från 19 november 2005 till 9 januari 2015. Han var åter premiärminister från 26 oktober till 16 december 2018.
Rajapaksa är en singalesisk buddhist från det sydliga distriktet Hambantota. Han är advokat och har representerat Hambantota i Sri Lankas parlament sedan 1970. Hans far representerade samma område mellan 1947 och 1960. Rajapaksa är sedan länge allierad med Chandrika Kumaratunga.
Rajapaksa var arbetsmarknads- och fiskeriminister i Kumaratungas regering från 1994 till 2001. Han föreslog reformer på arbetsmarknaden som motarbetades av arbetsgivarna och senare inte genomfördes. 
Tidigare presidenten Chandrika Kumaratunga anklagade öppet Rajapaksa för att föra landet mot krig genom att samarbeta med nationalistiska krafter.
Rajapaksa valdes till presidentkandidat för Sri Lanka Freedom Party inför presidentvalet 17 november 2005. Hans främste motståndare var Ranil Wickremasinghe, ledaren för United National Party (Sri Lankas största politiska parti). Sedan rösterna sammanräknats tillkännagavs att Rajapaksa fått drygt 50 procent och därmed segrat. 9 januari 2015 efterträddes han på presidentposten av Maithripala Sirisena.
I november 2019 vann premiärministerns yngre bror, Gotabaya Rajapaksa, presidentvalet  i Sri Lanka.  Mahinda Rajapaksa blev ny premiärminister. I augusti 2020 säkrade det styrande partiet, premiärminister  Mahinda Rajapaksa parti SLPP, en enkel majoritet i landets parlamentsval. Bröderna Rajapaksa har igen ett starkt grepp om makten i Sri Lanka.